# KPSK Stal Mielec
Le  KPSK Stal Mielec  est un club féminin de volley-ball polonais fondé en 1952 et  basé à Mielec, et évoluant au plus haut niveau national, Liga Siatkówki Kobiet.

## Palmarès
- Championnat de Pologne
  - Finaliste : 2000.
- Coupe de Pologne
  - Finaliste : 1999, 2000.